# 圖萊
圖萊（Dhule）是印度馬哈拉施特拉邦的城市，位於該國西部，距離首府孟買340公里，海拔高度240米，每年平均降雨量565毫米，2011年人口376,093。

## 外部連結
- Dhule City Gov. Site
- DhuleCity.info
- DhuleCity.com （页面存档备份，存于）
- Shirpur1.com information about Shirpur